# Bulbophyllum caecilii
Bulbophyllum caecilii là một loài phong lan thuộc chi Bulbophyllum.